# Rio Chapeauroux
O rio Chapeauroux é um afluente do rio Allier pela margem esquerda, e que corre nos departamentos de Lozère (na região Languedoc-Roussillon) e Haute-Loire (na região Auvergne).
Ao longo do seu percurso passa pelos seguintes departamentos e comunas:
- Lozère: Estables, Arzenc-de-Randon, Châteauneuf-de-Randon, Pierrefiche, Saint-Jean-la-Fouillouse, Chastanier, Auroux, Grandrieu, Laval-Atger e Saint-Bonnet-de-Montauroux
- Haute-Loire: Saint-Christophe-d'Allier

Entre os seus afluentes contam-se os rios:
- Grandrieu (margem esquerda)
- Clamouze (margem direita)
- Boutaresse (margem direita)